# Dartford Crossing

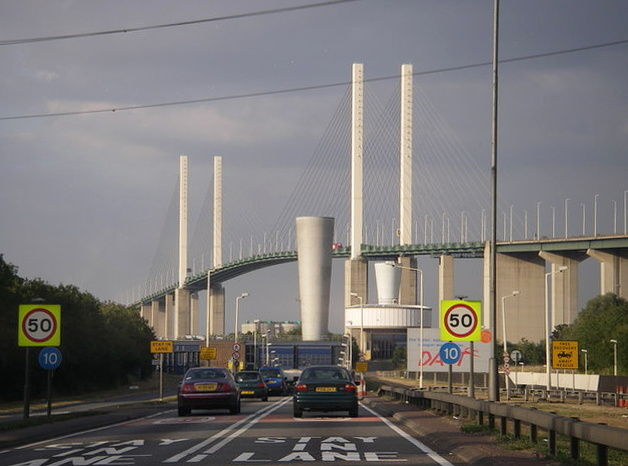
Dartford Crossing in Nordrichtung gesehen, direkt vor der Tunneleinfahrt

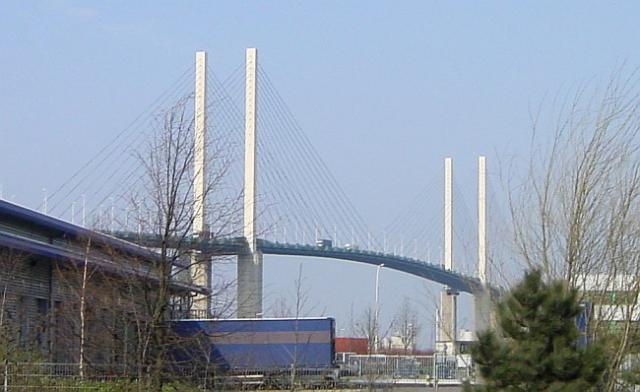
Queen Elizabeth II Bridge

Als Dartford Crossing wird die Über- bzw. Unterquerung der Themse im Verlauf der Londoner Ringautobahn M25 östlich von London bezeichnet. Sie besteht aus zwei Tunneln und einer Schrägseilbrücke Queen Elizabeth II Bridge, die Dartford in Kent am Südufer mit Grays in Essex am Nordufer verbinden. Dartford Crossing ist der letzte Straßenübergang über die Themse vor deren Mündung in die Nordsee.

## Details
Die beiden Tunnel stehen dem Verkehr in nördlicher Richtung zur Verfügung, Fahrzeuge in Richtung Süden werden über die Queen Elizabeth II Bridge geleitet.
Dartford Crossing ist autobahnähnlich ausgebaut und grundsätzlich Teil der Londoner Ringautobahn M25. Der Kreuzungsabschnitt selbst ist jedoch nicht als Autobahn (englisch motorway), sondern als Hauptstraße (englisch A-road) klassifiziert, damit er auch Fahrzeugen zur Verfügung steht, die Autobahnen nicht benutzen dürfen. Die so bezeichnete A282 reicht im Süden von der Kreuzung mit der A2, der Anschlussstelle 2 Darenth Interchange, bis zur Kreuzung mit der A13 im Norden, der Anschlussstelle 30 Mar Dyke Interchange.

## Entstehung
Die Grafschaftsverwaltungen von Essex und Kent brachten 1929 einen Gesetzesvorschlag zum Bau des ersten Tunnels ein. Ein 1936 genehmigter Sondierstollen wurde zwei Jahre später vollendet, der Zweite Weltkrieg verhinderte jedoch vorerst weitere Baumaßnahmen. Die Arbeiten wurden 1955 wieder aufgenommen und im November 1963 erfolgte die offizielle Eröffnung des ersten Tunnels.
Bald stellte sich heraus, dass die Kapazität des Tunnels zu klein bemessen war. Nach achtjähriger Bauzeit ging im Mai 1980 der zweite Tunnel in Betrieb.
Mit der Vervollständigung des Autobahnrings im Jahr 1986 nahm der Verkehr nochmals erheblich zu. Aus diesem Grund wurde im August 1988 mit dem Bau der parallel zu den Tunnels verlaufenden vierspurigen Queen Elizabeth II Bridge begonnen. Zum Zeitpunkt der Eröffnung am 30. Oktober 1991 durch Königin Elisabeth II. war die nach ihr benannte Brücke mit einer Spannweite von 450 Metern die längste Schrägseilbrücke Europas. Zusammen mit den Zugangsviadukten auf beiden Seiten erreicht sie eine Gesamtlänge von 2852 Meter.

## Verkehrsbedeutung
Dartford Crossing ist der verkehrsreichste Flussübergang des Vereinigten Königreiches. Aufgrund der geographischen Lage am Unterlauf der Themse ist er Teil der verkehrsgünstigsten Straßenverbindung zwischen den Übergängen des Ärmelkanals um Dover und der Mitte (Midlands) sowie dem Norden Großbritanniens. Alternativen von bzw. nach Kontinentaleuropa gibt es nur durch die "langsamen" Nordseefähren.
Bis 31. März 2014 wurden insgesamt rund 1,49 Milliarden Fahrzeuge gezählt, wobei der verkehrsreichste Tag der 23. Juli 2004 mit 181.990 Fahrzeugen war. Der tägliche Durchschnitt lag bei rund 136.000 Fahrzeugen. Die Mauteinnahmen des am 31. März 2012 geendeten Geschäftsjahres betrugen rund 72,1 Millionen Pfund, im folgenden Geschäftsjahr waren es rund 80,3 Millionen Pfund.

## Maut
Die Benutzung von Dartford Crossing ist tagsüber mautpflichtig. Die Gebühren pro Querung betragen aktuell (Stand: 15. März 2020):
| Fahrzeugart                                               | 6:00–22:00 Uhr, einzelne Zahlung | 6:00–22:00 Uhr, Guthabenkonto | 22:00–6:00 Uhr |
| --------------------------------------------------------- | -------------------------------- | ----------------------------- | -------------- |
| Zweiräder Quads                                           | kostenlos                        | kostenlos                     | kostenlos      |
| PKW, Kombi, auch mit Anhänger Kleinbusse bis 9 Sitzplätze | £ 2,50                           | £ 2,00                        | kostenlos      |
| Kleintransporter LKW mit 2 Achsen                         | £ 3,00                           | £ 2,63                        | kostenlos      |
| LKW ab 3 Achsen Busse                                     | £ 6,00                           | £ 5,19                        | kostenlos      |

Fahrzeuge von Schwerbehinderten mit blauem Parkausweis sind von der Maut befreit.
Bis November 2014 wurde die Maut hauptsächlich in bar entrichtet, wofür in beiden Fahrtrichtungen am Südende der Übergänge teils bemannte, teils automatisch betriebene Mautstationen eingerichtet waren. Vor diesen Stationen kam es täglich zu teils kilometerlangen Stauungen. Am 30. November 2014 wurde daher vollständig auf bargeldlose Zahlung per automatischer Kennzeichenerkennung umgestellt, die Mautstationen wurden abgebaut. Für Fahrzeuge kann seitdem entweder ein Guthabenkonto eingerichtet oder die Maut einzeln über Zahldienste entrichtet werden – Letzteres spätestens am Folgetag der Benutzung. Bewohner der Region können auch Prepaid-Marken kaufen, die automatisch ausgelesen werden. Bußgeldverfahren bei ausbleibender Zahlung werden auch im europäischen Ausland verfolgt. Die Höhe der Strafe (penalty charge) lag 2018 bei £ 70 und stieg nach 28 Tagen auf £ 105.
Das neue Mautsystem wird seit der Umstellung heftig kritisiert. Schon die vom Betreiber angebotenen, größtenteils internetbasierten Zahlungswege werden skeptisch gesehen. Bereits in den ersten vier Monaten wurden 228.000 ausländische Fahrzeuge registriert, für die keine Zahlungen eingingen. Kritiker bemängeln die Beschilderung der Mautpflicht am Übergang als unzureichend oder unklar. Dort befinden sich zwar Hinweise auf den Betreiber Dart Charge sowie das aus London bekannte weiße C auf rotem Kreis für die Zahlungspflicht der Congestion Charge, auf eine Mautpflicht des Flussübergangs wird aber nicht ausdrücklich hingewiesen. Bis 2016 ging der Betreiber davon aus, dass die „Mautpreller“ nicht vorsätzlich handelten, sondern sich der Mautpflicht nicht bewusst waren, und verzichtete teilweise bei Nachzahlung binnen 14 Tagen auf die angedrohten Geldstrafen.
Der britische Automobilclub Automobile Association kritisiert darüber hinaus grundsätzlich, dass die Mautpflicht des Übergangs bei ihrer Einführung nur die Kosten der Brücke habe decken sollen und daher schon 2003 hätte abgeschafft werden müssen.